# Étienne II de Moldavie
Pour les articles homonymes, voir Étienne II.
Étienne II de Moldavie (roumain Ștefan II) est voïvode de Moldavie de novembre 1433 à août 1435, coprince de Moldavie d'août 1435 à décembre 1442, seul prince de décembre 1442 à avril 1444 puis de nouveau coprince de Moldavie d'avril 1444 à 1445 et enfin de nouveau seul prince jusqu'en juillet 1447. La monarchie étant élective dans les principautés roumaines (comme en Hongrie et Pologne voisines), le prince (voïvode, hospodar ou domnitor selon les époques et les sources) était élu par et parmi les boyards et, pour être nommé, régner et se maintenir, s'appuyait fréquemment sur les puissances voisines, hongroise, polonaise ou ottomane.

## Biographie
C'est un fils illégitime d'Alexandre Ier le Bon né de Stanca, toutefois sous le règne de son père il apparaît régulièrement comme souscripteur d'actes officiels.
À cette époque la Moldavie est vassale de la Pologne, mais cela ne fait pas de la Moldavie, comme l'affirment par erreur certains auteurs, une province polonaise ou un fief du roi de Pologne. La preuve en est qu'en août 1433, Étienne parvient à détrôner et exiler en Pologne son demi-frère Ilie Ier de Moldavie grâce au secours d'un parti de boyards et des troupes valaques. La même année il est probablement l'« alter dux Walachiae » (i.e: l'autre duc valaque) présent au Concile de Bâle Deux ans plus tard avec l'aide du roi de polonais Ladislas III Jagellon, Ilie Ier revient en Moldavie avec une armée, mais un arrangement est trouvé entre les deux frères : Étienne II conserve 4 ținuturi du sud du pays avec Chilia comme capitale.
Après la Bataille de Varna où Ladislas III Jagellon tombe au combat, Étienne II s'en prend son demi-frère détesté Ilie Ier qui est aveuglé et contraint de se faire moine selon la tradition byzantine. Étienne II associe alors au trône son autre demi-frère Pierre II Mușat. Mais Étienne est tué par des boyards partisans de son neveu Roman II Mușat le 13 juillet 1447 : son corps est inhumé au Monastère de Neamț près de Târgu Neamț le 16 du même mois de juillet.